# روبرت رودام
روبرت رودام (بالإنجليزية: Robert Roddam)‏ (مواليد 1719 – 31 مارس 1808) كان ضابطًا في البحرية الملكية البريطانية الذي شهد خلال خدمته حرب الخلافة النمساوية، وحرب السنوات السبع، وحرب الاستقلال الأمريكية. نجا من الحروب الثورية والنابليونية الفرنسية.
ولد روبرت رودام لعائلة نبيلة في شمال إنجلترا، ودخل البحرية قبل بضع سنوات من اندلاع حرب جينكينز.
شق طريقه عبر الرتب خلال هذه الحرب، وحرب الخلافة النمساوية الأوسع، وميز نفسه في العديد من الإجراءات واكتسب ترقيات أدت في النهاية إلى قيادته الأولى في عام 1746.
أثار إعجاب ضباطه المتفوقين، بما في ذلك جورج أنسون والسير بيتر وارين، بقدرته وحماسه، خاصة خلال هجوم جريء على قوة فرنسية في سيديرا.
بعد تعيينه قائدا على سفن أكبر وأكثر قوة، استمر رودام في كسب الثناء، وقضى بعض الوقت في بحار أمريكا الشمالية، حيث تورط هناك في صراعات مع السلطة المحلية.
تم إرساله إلى منطقة البحر الكاريبي بعد وقت قصير من اندلاع حرب السنوات السبع، واجه رودام سربًا فرنسيًا قويًا، وبعد صراع شاق، تم القبض عليه وأسره. أطلق سراحه بعد فترة من الوقت الذي قضاه في السجن في ظروف سيئة، وحوكم أمام محكمة عسكرية.
أمضى بعض الوقت مع الأسطول يراقب الساحل الفرنسي، وتم توظيفه لفترة وجيزة كضابط كبير في أحد أسراب الحصار، حيث أظهر مرة أخرى استعداده للقتال.
كان يعمل لفترة وجيزة في مرافقة القوافل قبل نهاية الحرب، وبعد ذلك ذهب إلى الشاطئ. بالعودة إلى الخدمة النشطة خلال أزمة جزر فوكلاند في عام 1770، قاد السفن حتى عام 1773، وتم استدعاؤه مرة أخرى للخدمة النشطة، هذه المرة مع اندلاع حرب الاستقلال الأمريكية.
تمت ترقيته إلى رتبة علم بعد ذلك بوقت قصير، وأصبح القائد العام في مدينة نور. جاءت فترة خدمته الأخيرة خلال التسلح الإسباني عام 1790، عندما كان القائد العام في بورتسموث، وأعد السفن للحرب المتوقعة مع إسبانيا.
واصل ترقيته حتى وصل إلى رتبة أميرال أحمر عام 1805. ثم ورث مقعد العائلة في قاعة رودام، ولكن على الرغم من أنه تزوج ثلاث مرات، مات دون أطفال في عام 1808.

## الأسرة والحياة المبكرة
ولد روبرت رودام في عام 1719 في مقر أسرة رودام هول، في نورثمبرلاند. كان الثاني من بين ثلاثة أبناء ولدوا لإدوارد رودام وزوجته جين. دخل رودام البحرية في عام 1735 .